# Повій, вітре, на Вкраїну
Повій, вітре, на Вкраїну — пісня на слова українського поета Степана Руданського.

## Текст
Вірш написано 24 липня 1856 в Санкт-Петербурзі. Цей твір Степан Руданський адресував Марії Княгинецькій — своєму першому коханню, з якою змушений був розлучитися, їдучи до Петербурга продовжувати навчання.
Вперше надруковано в журналі «Основа» (1861, № 1, стор. 95 — 96). Автографів два: «Співомовки 1851—1857», стор. 71, звор. — 72, звор., і «Співомовки 1861», стор. 127—128.
Повій, вітре, на Вкраїну,

Де покинув я дівчину,

Де покинув чорні очі…

Повій, вітре, з полуночі!..

Між ярами там долина,

Там біленькая хатина;

В тій хатині голубонька,

Голубонька-дівчинонька…

Повій, вітре, до схід сонця,

До схід сонця, край віконця;

Край віконця постіль біла,

Постіль біла, дівча мила.

Нахилися нишком-тишком

Над рум’яним, білим личком;

Над тим личком нахилися,

Чи спить мила – подивися.

Як спить мила, не збудилась,

Згадай того, з ким любилась,

З ким любилась, і кохалась,

І кохати присягалась…

Як заб’ється їй серденько.

Як дівча здихне тяженько,

Як заплачуть чорні очі,

Вертай, вітре, к полуночі!..

А як мене позабула

Та нелюба пригорнула,

Ти розвійся край долини,

Не вертайся з України!..

Вітер віє, вітер віє,

Серце тужить, серце мліє,

Вітер віє, не вертає,

Серце з жалю розпукає.

24 июля 1856 года. С[анкт]-П[етер]б[ург]

## Музика
Текст покладено на музику Людмилою Александровою.
Згодом музикант, хормейстер і вчитель музики Владислав Заремба вдало аранжував пісню Людмили Александрової «Повій, вітре, на Вкраїну» для голосу та фортепіано.
Серед виконавців пісні — Анатолій Солов'яненко, Тетяна Ціхоцька, ВІА Світязь, ВІА «Чумаки», Пиріг і Батіг та ін.

## Переклади
Літературознавці і перекладачі Борис і Костянтин Хоменки зібрали і 2003 року видали переклади вірша «Повій, вітре, на Вкраїну» мовами народів світу.